# دریاچه نرو
دریاچه نرو (انگلیسی: Lake Nero) یک دریاچه در استان یاروسلاول کشور روسیه است.